# Trimetopon barbouri
Trimetopon barbouri är en ormart som beskrevs av Dunn 1930. Trimetopon barbouri ingår i släktet Trimetopon och familjen snokar.
Inga underarter finns listade i Catalogue of Life.
Arten förekommer med två från varandra skilda populationer i centrala Panama. Den lever i låglandet och i kulliga områden upp till 800 meter över havet. Habitatet utgörs av fuktiga skogar. Individerna gräver ofta i lövskiktet. Honor lägger ägg.
Regionalt hotas beståndet av skogarnas omvandling till samhällen och odlingsmark. I andra regioner inrättades skyddszoner. Allmänt är Trimetopon barbouri sällsynt. IUCN listar arten med kunskapsbrist (DD).